# Lubro
De Lubro was een broodfabriek in de Nederlandse stad Utrecht. De fabriek is ontworpen door architect H.F. Meertens (1885-1960).

## Geschiedenis
De Lubro is in 1919 opgericht door Gerrit Schmidt in de wijk Lombok waar de fabriek was gevestigd aan de Abel Tasmanstraat 9 hoek Van Diemenstraat. In 1948 begon men met de bouw van de nieuwe Lubro-fabriek langs de rivier de Vecht aan de Zeedijk. In die tijd tot in de jaren zestig vond de bezorging plaats met handkarren en met de fiets. Ook had de Lubro diverse winkelfilialen waaruit verkocht werd, toen broodmagazijnen geheten. De Lubro is een aantal malen uitgebreid.
In 2004 kwam er een einde aan de broodfabriek en slot zijn deuren die inmiddels de naam Quality Bakers droeg. Het pand wat ooit broodbakkerij Lubro was is geheel opgeknapt en dient als kantoorgebouw, woningen en horeca. Voordien stond het complex lange tijd leeg, en waren er daklozen in gehuisvest die het hadden gekraakt.